# Метеоритний кратер

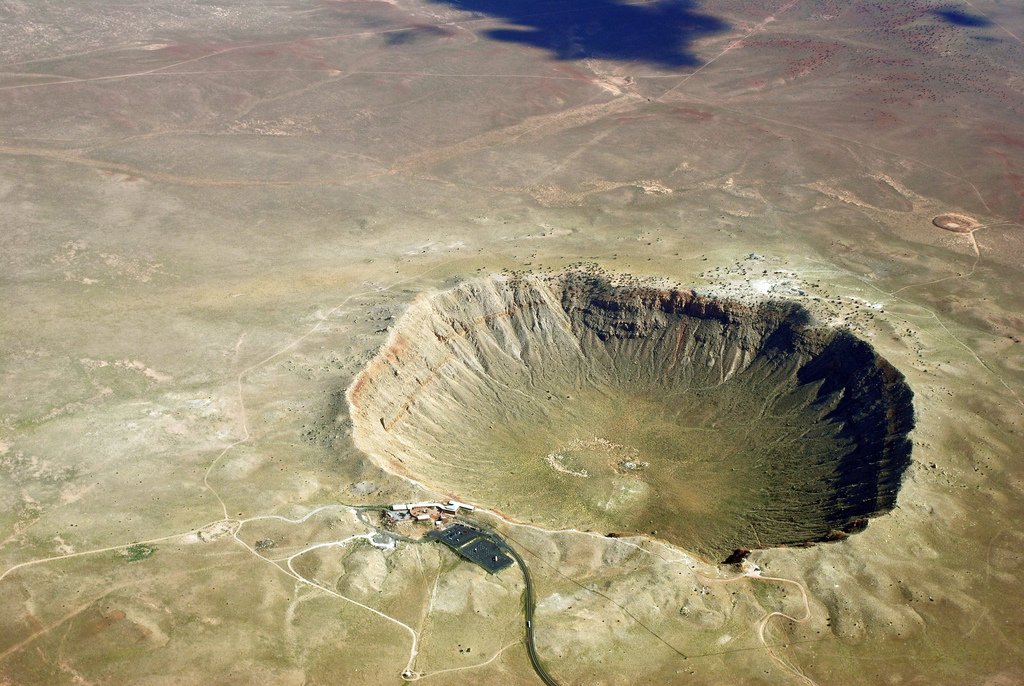
Аризонський метеоритний кратер

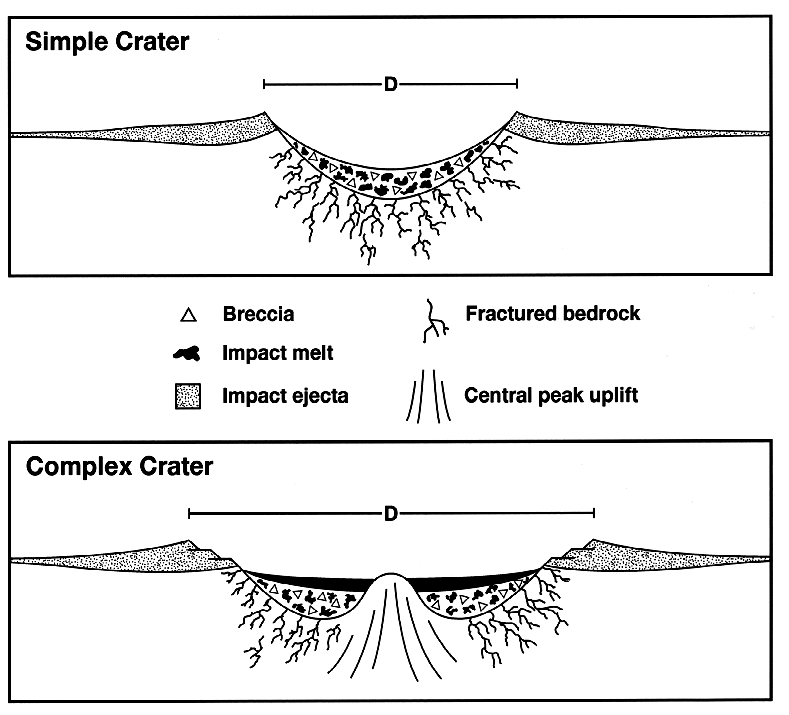
Структура метеоритних кратерів:
ударних (угорі)
вибухових (унизу)

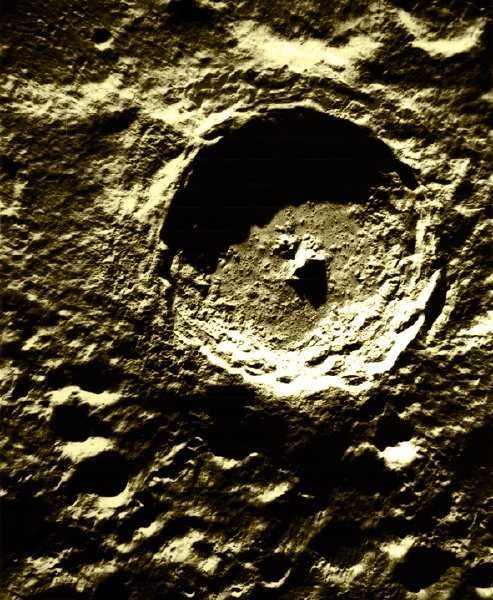
Метеоритний кратер Тихо на Місяці. Фото НАСА.

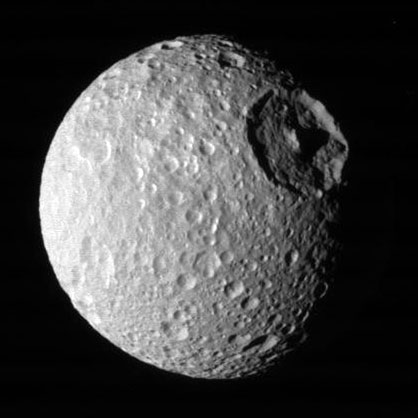
Кратер Гершель на Мімасі, супутник Сатурна, фото NASA.

Метеори́тний кра́тер — западина круглої або овальної форми, та яка утворилася на місці падіння метеориту.
Головною деталлю усіх кратерів є кільцевий вал навколо заглибини. Розрізняють кратери ударні й вибухові. Останні утворюються внаслідок падіння великих метеоритів. Діаметр кратера може досягати декількох десятків кілометрів. Для великих кратерів типовим є центральне підвищення.

## Загальний опис
Метеоритні кратери виявлено практично на всіх твердих тілах Сонячної системи. На багатьох із них кратери є головною особливістю ландшафтів (зокрема, на Місяці, Меркурії, Каллісто, Ганімеді, більшості малих супутників планет та на астероїдах).
На планетах і супутниках, де відбуваються більш-менш активні поверхневі процеси (наприклад, на Землі, Венері, Марсі, Європі, Іо й Титані) видимих метеоритних кратерів менше, бо з плином часу вони руйнуються або приховуються ерозією.
Кратери на Меркурії, Місяці та південному високогір'ї Марса збереглися з ранніх часів інтенсивного бомбардування (близько 3,9 млрд років тому). Відтоді швидкість утворення кратерів значно знизилася, однак, залишається помітною. У внутрішній Сонячній системі вона залежить здебільшого від зіткнень у поясі астероїдів, що створюють сім'ї уламків, які потрапляють всередину Сонячної системи. Вважається, що утворена внаслідок зіткнення близько 160 мільйонів років тому сім'я астероїдів Baptistina, викликала значний сплеск кратероутворення. Одним з можливих наслідків є утворення кратера Чіксулуб.
Швидкість утворення кратерів у зовнішній частині Сонячної системи може бути іншою.

## Метеоритні кратери на Землі
Метеоритні кратери на Землі називають астроблемами. У тих випадках, коли більшу частину початкової топографії кратера зруйновано, часто вживають термін «ударна (імпактна) структура». До того, як метеоритне походження таких структур на Землі отримало загальне визнання, їх здебільшого вважали вулканічними утвореннями. За станом на кінець 2012 року на планеті налічувалось близько двохсот утворень, метеоритне походження яких вважається підтвердженим. Лише 128 із них лежать на поверхні Землі відкрито, інші ж — приховано ерозійними процесами.
Одними з найбільш відомих є:
- Аризонський кратер (США) — кратер, що добре зберіг свій вигляд; його метеоритне походження було встановлено одним з перших;
- Чіксулуб — кратер діаметром 165 км на півострові Юкатан, утворення якого пов'язують із крейдовим вимиранням.
- Кратер Клірвотер — пара круглих озер на Канадському щиті в Квебеку, Канада, поблизу Гудзонової затоки.
- Каракуль — високогірне озеро в метеоритному кратері діаметром 52 км в горах Паміру (Таджикистан).
- група метеоритних кратерів Каалі — 9 кратерів на о. Сааремаа (Естонія), діаметр найбільшого — 110 м, глибина — 16 м;
- група з 24 ударних кратерів діаметром 8—26 м Сіхоте-Алінського метеориту (загальна маса первинного тіла, яке розпалося, оцінюється в 70 т).

За мільйон років Земля зазнає від одного до трьох зіткнень (у середньому), які утворюють кратери діаметром 20 чи більше кілометрів. Це означає, що порівняно молодих кратерів на нашій планеті має бути не набагато більше, ніж виявлено досі.
Станом на 2020 р. найстарішим на Землі вважається кратер у Австралії, якому 2,2 млрд років

## Метеоритні кратери на території України
В Україні відомо сім структур, які більшість дослідників класифікують як астроблеми. Практично всі вони поховані під товщею осадових порід і їх вивчення здійснювалося за кернами свердловин. Найбільші серед них: Кратер радіально променевої структури Бережне. Гайсинський район. Знайдений місцевим дослідником, Володимиром Бондарем, за допомогою супутникового знімку з ресурсу Гугл Земля за 2012 рік.
- Бовтиський кратер — метеоритний кратер поблизу села Бовтишка Олександрівського району Кіровоградської області. Діаметр: 25 км. Глибина: до 600 м. Вік: приблизно 65,17±0,64 млн років, що збігається із часом утворення кратера Чіксулуб на півострові Юкатан.
- Оболонський кратер — метеоритний кратер поблизу села Оболонь Семенівського району Полтавської області. Діаметр: 20 км. Вік: близько 169±7 мільйонів років (середня юра).

## Найбільші метеоритні кратери Сонячної системи
- Басейн Південний полюс — Ейткен (Місяць, 2400 км завдовжки, 2050 км завширшки)[9],
- Рівнина Еллада (Марс, діаметр 2300 км),
- Рівнина Спеки (Меркурій, діаметр 1550 км)[10],
- Море Дощів, (Місяць, діаметр 1145 км)[11],
- Абім (Япет, діаметр близько 800 км)[12].